# Milan Řehoř
Milan Řehoř es un deportista checoslovaco que compitió en piragüismo en la modalidad de eslalon. Ganó dos medallas de oro en el Campeonato Mundial de Piragüismo en Eslalon, en los años 1955 y 1957.

## Palmarés internacional
| Campeonato Mundial | Campeonato Mundial | Campeonato Mundial | Campeonato Mundial |
| Año                | Lugar              | Medalla            | Competición        |
| ------------------ | ------------------ | ------------------ | ------------------ |
| 1955               | Tacen (Yugoslavia) | Medalla de oro     | C2 por equipos     |
| 1957               | Augsburgo (RFA)    | Medalla de oro     | C2 por equipos     |